# Xavier da Silveira Júnior
Joaquim Xavier da Silveira Júnior (Santos, 11 de outubro de 1864 — Rio de Janeiro, 5 de março de 1912) foi jornalista, advogado e político brasileiro.

## Biografia
Joaquim nasceu em Santos em 11 de outubro de 1864, filho de Joaquim Xavier da Silveira e Emília Carneiro Monteiro. Abolicionista e republicano, formou-se na Faculdade de Direito de São Paulo em 1886. Em 15 de novembro de 1889 (dia da Proclamação), foi feito delegado de política no Rio de Janeiro. Em 10 de março de 1890, foi nomeado governador do Rio Grande do Norte por influência do líder do Partido Republicano local, Pedro Velho de Albuquerque Maranhão.  Como governador, dirigiu no estado as eleições ao Congresso Nacional Constituinte em 15 de setembro. Quatro dias depois, embarcou para o Rio de Janeiro, passando o governo para Pedro Velho e levando consigo o chefe de polícia, Alexandre de Chaves Melo Ratisbona, que por sua vez deixou o lugar para Manuel do Nascimento Castro e Silva, partidário de Pedro Velho. Sob o presidente Floriano Peixoto (1891–1894), foi nomeado chefe de polícia do distrito federal. Na presidência de Prudente de Morais (1894–1898), foi presidente do Conselho Municipal do Rio de Janeiro. Em 1895, renunciou à candidatura ao senado pelo distrito federal na vaga aberta pelo falecimento de Saldanha Marinho em favor de José Lopes da Silva Trovão.
Em 1896, foi um dos fundadores e principais acionistas do jornal A República, no Rio de Janeiro. Em 1897, foi nomeado ministro da Justiça e Negócios Interiores, durante a interinidade do vice-presidente Manuel Vitorino Pereira, para substituir seu cunhado e amigo desde a universidade, Alberto Torres. Contudo, recusou o posto, preferindo concorrer à eleição para deputado federal. Foi de fato eleito deputado pelo distrito federal na legenda do Partido Republicano Federal, e ocupou uma cadeira na Câmara dos Deputados de maio de 1897 a dezembro de 1899. Em 1900, foi candidato ao senado pelo distrito federal na legenda do Partido Republicano Federal, mas foi derrotado por Cândido Barata Ribeiro, candidato do presidente Campos Sales (1898–1902). Sob Campos Sales,foi nomeado prefeito do distrito federal em 11 de outubro de 1901, sucedendo João Filipe Pereira. Deu início à construção do Cais Pharoux, na praça 15 de Novembro, iniciou a avenida Beira-Mar e inaugurou a iluminação elétrica de Ipanema, sendo considerado o iniciador dos melhoramentos materiais continuados por Pereira Passos.
Em 27 de setembro de 1902 passou a prefeitura a Carlos Leite Ribeiro. Em 1906, foi representante do Brasil no III Congresso Pan-Americano, realizado no Rio de Janeiro. De 1910 a 1912, foi presidente do Instituto dos Advogados Brasileiros (atual Ordem dos Advogados do Brasil) onde seria depois instituído um prêmio com seu nome, a ser outorgado anualmente à melhor obra jurídica nacional oferecida a exame do instituto. Concorreu ao senado em 1912 pelo Distrito Federal na legenda do Partido Republicano Federal, mas não foi eleito. Foi membro do Instituto Histórico e Geográfico Brasileiro. Incentivou a publicação nas páginas do jornal A República do esboço do livro Dom Casmurro, de Machado de Assis. Colaborou também nos jornais Correio do Povo, O País e Gazeta de Notícias e nas revistas Kosmos e Vida Moderna. Faleceu no Rio de Janeiro no dia 5 de março de 1912. Era casado com Laura Martins Ribeiro Xavier da Silveira, com quem teve dois filhos. Em 1936, no governo de Getúlio Vargas, foi-lhe dedicada a efígie da nota de 50 mil réis. A seu respeito foi publicado o livro Xavier da Silveira e a República de 89 (1941).